# FIFA 11
FIFA 11 is een voetbalsimulatiespel en het 18e deel van de FIFA-serie. Het spel werd in 2010 uitgebracht door Electronic Arts.

## Toevoegingen
- Next Gen Gameplay Engine (pc, PS3, Xbox 360): de engine van het spel die eerder alleen gebruikt werd voor de PlayStation 3- en Xbox 360-versie, wordt in FIFA 11 ook gebruikt voor de pc-versie.[1][2]
- FIFA World (pc): een online optie voor de pc waar spelers hun eigen avatar kunnen creëren en wedstrijden kunnen spelen tegen andere spelers.
- Pro Passing (PS3, Xbox 360): een nieuw passing-systeem dat de nauwkeurigheid van de pass bepaald door de invoer van de speler, de situatie waarin de voetballer zich bevindt en de techniek van de voetballer te berekenen.[3]
- Creation Centre (PS3, Xbox 360): een applicatie op de website van EA Sports waar spelers voetballers en teams kunnen aanmaken, waarna ze die kunnen downloaden in het spel.
- Nieuwe competitie: de Russische Premjer-Liga is toegevoegd. Hierdoor bevat FIFA 11 31 competities.
- Speltype carrière: "Speel als prof" en "Managerscarrière" zijn samengevoegd tot één speltype carrière, waarin de speler kan kiezen om speler, speler/manager of manager te zijn voor 15 seizoenen.
- Be A Goalkeeper: naast veldspeler is het in FIFA 11 ook mogelijk om als doelman te spelen in het speltype carrière.
- Straatvoetbal (Wii): spelers kunnen 5-tegen-5-straatvoetbal spelen naast de traditionele 11-tegen-11-wedstrijden. Iedere voetballer heeft zijn eigen speelstijl met unieke vaardigheden en er kan voor het eerst indoor gespeeld worden. Er zijn veel aanpasbare features aanwezig.[4]
- Verbeterde vreugdedansen na het maken van een doelpunt (PS3, Xbox 360): in plaats van korte filmpjes te gebruiken vinden in FIFA 11 de meeste vreugdedansen meteen na het maken van een doelpunt plaats. Medespelers kunnen zich bij de vreugdedansen voegen. Getalenteerde en acrobatische spelers zijn de enige spelers die acrobatische vreugdedansen kunnen uitvoeren, zoals salto's.[5]
- FIFA 11 Ultimate Team (PS3, Xbox 360): net als in de voorbije FIFA-spellen heeft EA een paar maanden na de release een nieuw speltype ter beschikking gesteld, genaamd FIFA Ultimate Team. Spelers kunnen door middel van een kaartensysteem hun eigen team samenstellen en het daarmee opnemen tegen andere gebruikers.[6]
- Marketing: Wayne Rooney en Kaká staan op de cover.

## Competities
- Australië
  - A-League
- Oostenrijk
  - Bundesliga
- België
  - Eerste Klasse
- Brazilië
  - Campeonato Brasileiro Série A
- Tsjechië
  - Gambrinus liga
- Denemarken
  - SAS Ligaen
- Engeland
  - Premier League
  - Championship
  - League One
  - League Two
- Frankrijk
  - Ligue 1
  - Ligue 2
- Duitsland
  - Bundesliga
  - 2. Bundesliga
- Ierland
  - League of Ireland
- Italië
  - Serie A
  - Serie B
- Mexico
  - Primera División de México
- Nederland
  - Eredivisie
- Noorwegen
  - Tippeligaen
- Polen
  - Ekstraklasa
- Portugal
  - SuperLiga
- Rusland
  - Premjer-Liga
- Schotland
  - Scottish Premier League
- Spanje
  - Primera División
  - Segunda División A
- Turkije
  - Süper Lig
- Verenigde Staten
  - Major League Soccer
- Zuid-Korea
  - K-League
- Zweden
  - Allsvenskan
- Zwitserland
  - Axpo Super League

## Stadions
In iedere editie van FIFA zijn een aantal fictieve stadions beschikbaar. De ontwikkelaars van het spel doen dit omdat er veel teams zijn waarvan het niet mogelijk is om het echte stadion na te maken. Deze teams zullen spelen in de volgende stadions.
Hier volgt een lijst van fictieve voetbalstadions in FIFA 11:
- Akaaroa Stadium
- Aloha Park
- Arena d’Oro
- Century Park Arena
- Court Lane
- Crown Lane
- Eastpoint Arena
- El Bombastico
- El Medio
- El Reducto
- Estadio de las Artes
- Estadio del Pueblo
- Estadio Latino
- Estadio Presidente G.Lopes
- Euro Park
- FIWC Stadium
- Forest Park Stadium
- Ivy Lane
- Nederland Stadion
- O Dromo
- Olimpico Arena
- Pratelstvi Arena
- Stade Kokoto
- Stade Municipal
- Stadion 23. Maj
- Stadion Europa
- Stadion Hanguk
- Stadion Olympik
- Town Park
- Union Park Stadium

Hier volgt een lijst van bestaande voetbalstadions in FIFA 11, met daarnaast de naam van de voetbalclub(s) of het nationale elftal dat er speelt:
- Allianz Arena (FC Bayern München/TSV 1860 München)
- Amsterdam ArenA (AFC Ajax)
- Anfield (Liverpool FC)
- Camp Nou (FC Barcelona)
- Emirates Stadium (Arsenal FC)
- Estadio Azteca (Mexico)
- Estadio Mestalla (Valencia CF)
- Estadio Vicente Calderon (Atlético Madrid)
- Imtech Arena (Hamburger SV)
- Old Trafford (Manchester United FC)
- Olympiastadion (Hertha BSC)
- Parc des Princes (Paris Saint-Germain)
- San Siro (AC Milan, Internazionale)
- Estadio Santiago Bernabéu (Real Madrid CF)
- Signal Iduna Park (Borussia Dortmund)
- St James' Park (Newcastle United FC)
- Stade Gerland (Olympique Lyon)
- Stade Vélodrome (Olympique Marseille)
- Stadio Delle Alpi (Juventus FC)
- Stadio Olimpico (AS Roma, Lazio Roma)
- Stamford Bridge (Chelsea FC)
- Veltins Arena (Schalke 04)
- Wembley Stadium (Engeland)

## Soundtracks
| Artiest               | Nummer                   | Land                         |
| --------------------- | ------------------------ | ---------------------------- |
| Adrian Lux            | Can't Sleep              | Vlag van Zweden              |
| Ana Tijoux            | 1977                     | /                            |
| The Black Keys        | Tighten Up               | Vlag van Verenigde Staten    |
| Caribou               | Odessa                   | Vlag van Canada              |
| Charlotte Gainsbourg  | Trick Pony               | /                            |
| Chromeo               | Don't Turn the Lights On | Vlag van Canada              |
| Choc Quib Town        | El Bombo                 | Vlag van Colombia            |
| Dan Black             | Wonder                   | Vlag van Engeland            |
| Dapuntobeat           | :0 (Dos Punto Cero)      | Vlag van Mexico              |
| Dum Dum Girls         | It Only Takes One Night  | Vlag van Verenigde Staten    |
| Ebony Bones           | W.A.R.R.I.O.R            | Vlag van Engeland            |
| Gorillaz              | Rhinestone Eyes          | Vlag van Engeland            |
| Groove Armada         | Paper Romance            | Vlag van Engeland            |
| Howl                  | Controller               | Vlag van Noorwegen           |
| Jónsi                 | Around Us                | Vlag van IJsland             |
| Jump Jump Dance Dance | White Picket Fences      | Vlag van Australië           |
| Ladytron              | Ace Of Hz                | Vlag van Verenigd Koninkrijk |

| Artiest                                  | Nummer              | Land                      |
| ---------------------------------------- | ------------------- | ------------------------- |
| LCD Soundsystem                          | I Can Change        | Vlag van Verenigde Staten |
| Linkin Park                              | Blackout            | Vlag van Verenigde Staten |
| Locnville                                | Sun in My Pocket    | Vlag van Zuid-Afrika      |
| Malachai                                 | Snowflake           | Vlag van Engeland         |
| Maluca                                   | El Tigeraso         | Vlag van Verenigde Staten |
| Mark Ronson (feat. Simon le Bon & Wiley) | Record Collection   | Vlag van Engeland         |
| Massive Attack                           | Splitting the Atom  | Vlag van Engeland         |
| MGMT                                     | Flash Delirium      | Vlag van Verenigde Staten |
| The Pinker Tones                         | Sampleame           | Vlag van Spanje           |
| Ram Di Dam                               | Flashbacks          | Vlag van Zweden           |
| Scissor Sisters                          | Fire With Fire      | Vlag van Verenigde Staten |
| Tulipa Ruiz                              | Efemera             | Vlag van Brazilië         |
| Two Door Cinema Club                     | I Can Talk          | Vlag van Noord-Ierland    |
| We Are Scientists                        | Rules Don't Stop Me | Vlag van Verenigde Staten |
| Yeasayer                                 | O.N.E.              | Vlag van Verenigde Staten |
| Zémaria                                  | The Space Ahead     | Vlag van Brazilië         |

## Trivia
- De online-ondersteuning voor FIFA 11 is sinds 11 januari 2013 gestopt.